# Bhatiella morphysae
Bhatiella morphysae is een soort in de taxonomische indeling van de Myzozoa, een stam van microscopische parasitaire dieren. Het organisme komt uit het geslacht Bhatiella en behoort tot de familie Lecudinidae. Bhatiella morphysae werd in 1931 ontdekt door Setna.